# Miles Zaharko
Miles Zaharko (* 30. April 1957 in Mannville, Alberta) ist ein ehemaliger kanadischer Eishockeyspieler, der im Verlauf seiner aktiven Karriere zwischen 1973 und 1984 unter anderem 132 Spiele für die Atlanta Flames und Chicago Black Hawks in der National Hockey League (NHL) auf der Position des Verteidigers bestritten hat. Seinen größten Karriereerfolg feierte Zaharko jedoch in Diensten der New Brunswick Hawks mit dem Gewinn des Calder Cups der American Hockey League (AHL) im Jahr 1982.

## Karriere
Zaharko verbrachte zwischen 1973 und 1977 eine sehr unstete Juniorenzeit, die ihn in insgesamt drei verschiedenen Juniorenligen spielen sah. Zunächst war der Verteidiger in Saison 1973/74 in der British Columbia Junior Hockey League (BCJHL) aktiv, wo er für das US-amerikanische Franchise Bellingham Blazers aktiv war. Im Jahr darauf ging er in der Alberta Junior Hockey League (AJHL) für die Vermilion Bruins aufs Eis. Mit insgesamt 84 Scorerpunkten, darunter 40 Tore, beeindruckte der Abwehrspieler so sehr, dass er zur Saison 1975/76 von den New Westminster Bruins aus der Western Canada Hockey League (WCHL) verpflichtet wurde, das zu dieser Zeit als eines der besten Juniorenteams Kanadas galt. Folglich gewann Zaharko gleich in seiner ersten Saison in der Liga mit der Mannschaft die Meisterschaftstrophäe in Form des President’s Cups. Den Erfolg wiederholte er mit dem Team im folgenden Jahr. Darüber hinaus sicherten sich die Bruins durch den Gewinn des prestigeträchtigen Memorial Cup im Jahr 1977 auch das Double. Nach den vier erfolgreichen Jahren im Juniorenbereich wurde der Abwehrspieler sowohl im NHL Amateur Draft 1977 in der zweiten Runde an 20. Stelle von den Atlanta Flames aus der National Hockey League (NHL) als auch von den Winnipeg Jets aus der zu dieser Zeit mit der NHL konkurrierenden World Hockey Association (WHA) bereits an achter Gesamtposition ausgewählt.
Das 20-jährige Talent unterzeichnete daraufhin einen Vertrag bei den Atlanta Flames und avancierte gleich in seiner Rookiesaison zum Stammspieler. In 71 Partien erreichte er 20 Scorerpunkte. Dennoch verbrachte Zaharko das folgende Jahr bis zum März 1979 ausschließlich bei Atlantas Farmteam, den Tulsa Oilers, aus der Central Hockey League (CHL), ehe er Teil des bis dato – an involvierten Spielern gemessen – größten Transfergeschäfts der NHL-Geschichte wurde. Gemeinsam mit Tom Lysiak, Greg Fox, Harold Phillipoff und Pat Ribble wurde er zu den Chicago Black Hawks transferiert, während Ivan Boldirev, Darcy Rota und Phil Russell zu den Flames geschickt wurden. In der Organisation der Chicago Black Hawks gelang es dem Kanadier in der Folge aber auch nicht, sich abermals in der NHL durchzusetzen. So spielte er die folgenden vier Jahre größtenteils in den Farmteams Chicagos in der American Hockey League (AHL). Dort feierte er in der Saison 1981/82 im Trikot der New Brunswick Hawks mit dem Gewinn des Calder Cups den größten Erfolg seiner Profikarriere. In derselben Spielzeit wurde er zudem ins AHL Second All-Star Team berufen.
Nachdem er im Spieljahr 1982/83 komplett in der AHL bei den Springfield Indians verbracht hatte und über den Zeitraum von vier Jahren nur 58 Spiele für Chicago in der NHL bestritten hatte, kehrte Zaharko zur Saison 1983/84 dem nordamerikanischen Kontinent den Rücken. Er wechselte in die 2. Eishockey-Bundesliga, wo dem Duisburger SC mit seiner Verpflichtung ein echter Transfercoup gelungen war. In zwölf Einsätzen war er an sieben Duisburger Toren beteiligt, ehe er seine Karriere im Sommer 1984 im Alter von 27 Jahren vorzeitig für beendet erklärte.

## Erfolge und Auszeichnungen
| - 1976 President’s-Cup-Gewinn mit den New Westminster Bruins - 1977 President’s-Cup-Gewinn mit den New Westminster Bruins - 1977 Memorial-Cup-Gewinn mit den New Westminster Bruins | - 1982 Calder-Cup-Gewinn mit den New Brunswick Hawks - 1982 AHL Second All-Star Team |

## Karrierestatistik
(Legende zur Spielerstatistik: Sp oder GP = absolvierte Spiele; T oder G = erzielte Tore; V oder A = erzielte Assists; Pkt oder Pts = erzielte Scorerpunkte; SM oder PIM = erhaltene Strafminuten; +/− = Plus/Minus-Bilanz; PP = erzielte Überzahltore; SH = erzielte Unterzahltore; GW = erzielte Siegtore; 1 Play-downs/Relegation; Kursiv: Statistik nicht vollständig)